# Декларация за предоставяне на независимост на колониалните страни и народи
Декларацията за предоставяне на независимост на колониалните страни и народи е акт на общото събрание на ООН.
Декларацията прокламира необходимостта от слагане край на колониализма и свързаната с него практика на сегрегация и дискриминация. Декларацията манифестира и потвърждава неотмонимото човешко право на самоопределение, независимост и свобода на народите на всички колониални страни и другите несамоуправляващи се територии.
Декларацията е приета на 14 декември 1960 година на 15-ата сесия на общото събрание на ООН по инициатива на СССР.